# Bolvás község
Bolvás község (románul: Comuna Bolvașnița) község Krassó-Szörény megyében, Romániában. Központja Bolvás, hozzá tartozik Varcsaró.

## Népessége
A 2011-es népszámlálás adatai alapján a község népessége 1405 fő volt.